# Tricholipeurus lipeuroides
Tricholipeurus lipeuroides är en insektsart som först beskrevs av Megnin 1884.  Tricholipeurus lipeuroides ingår i släktet Tricholipeurus och familjen pälslöss. Inga underarter finns listade i Catalogue of Life.